# Rotstergaast
Rotstergaast est un village de la commune néerlandaise de De Fryske Marren,  situé dans la province de Frise.

## Géographie
Le village est situé à 10 km au sud-est de Joure.

## Histoire
Rotstergaast est un village appartenant successivement à la commune de Schoterland avant 1934, puis d'Haskerland avant 1984 enfin de Skarsterlân avant le 1er janvier 2014, date à laquelle celle-ci fusionne avec Gaasterlân-Sleat et Lemsterland pour former la nouvelle commune de De Friese Meren, devenue De Fryske Marren en 2015.

## Démographie
Le 1er janvier 2018, le village comptait 190 habitants.